# Shunsuke Kikuchi (calciatore)
Shunsuke Kikuchi (菊地俊介?, Kikuchi Shunsuke; Saitama, 4 ottobre 1991) è un calciatore giapponese, centrocampista dell'Ehime.

## Palmarès

### Club

#### Competizioni nazionali
- J2 League: 2

Shonan Bellmare: 2014, 2017
- Coppa J. League: 1

Shonan Bellmare: 2018

### Nazionale
- Universiadi:   1

Kazan' 2013